# D'Angelo Lovell Williams
D'Angelo Lovell Williams (Jackson, Mississippi, 1992) é um fotógrafo americano que vive no Brooklyn, Nova Iorque, e cujo trabalho se centra na vida queer negra. Em 2022, foi publicado o seu livro Contact High.

## Infância e educação
Williams nasceu em Jackson, Mississippi. Em 2015, obteve um bacharelato em fotografia pela Faculdade de Arte de Memphis, em Memphis, Tennessee, e, em 2018, um mestrado em fotografia artística pela Universidade de Syracuse, em Syracuse, Nova Iorque. Também frequentou a Escola de Pintura e Escultura Skowhegan em 2018.

## Vida e obra
Williams é um artista negro e queer cujo trabalho utiliza a fotografia para explorar a intimidade queer.
Seu trabalho foi incluído na exposição de 2020 e na publicação relacionada, Young Gifted and Black: A New Generation of Artists (Jovens talentosos e negros: uma nova geração de artistas), com curadoria de Antwaun Sargent e Matt Wycoff, da Coleção de Arte Contemporânea da Família Lumpkin-Boccuzzi, no Lehman College, Nova Iorque, de fevereiro a maio de 2020.
A série Papa Don't Preach, segundo Maia Rae Bachman, que escreve para a Musée Magazine, usa retratos da intimidade queer negra para explorar “sentimentos de proximidade através do parentesco”.
“Ao capturar imagens de seus corpos em diferentes ambientes, domésticos e públicos, Williams centra sua série em torno de um reino etéreo, onde os negros podem examinar os traumas geracionais do passado e os traumas do presente. Com uma gama tão diversificada de poses e temas, eles mostram um espaço de exploração para corpos negros e queer, cuja narrativa tem sido frequentemente obscurecida pela narrativa branca.”
O livro Contact High (2022) explora as comunidades negras queer das quais Williams se sente parte. Williams aparece na maioria das fotografias com um elenco de personagens coadjuvantes. Segundo Ravi Ghosh, escrevendo para a i-D, “algumas características distintas se destacam: a variedade de poses de corpo inteiro, a conexão com a terra e a vegetação, o ar de autodestruição. O olhar fixo de D'Angelo para a câmera se torna a qualidade definidora deste conjunto.” Marigold Warner escreve no British Journal of Photography que:
“As imagens são repletas de significados relacionados à queeridade, negritude, gênero, história e às próprias experiências de Williams. [...] Essas dicotomias estão presentes em todas as imagens de Williams: sexo e violência; poder e subserviência; controle e caos; êxtase e dor”, sobre as quais Williams diz: “Muitas de nossas narrativas não têm sido nossas, como pessoas negras queer, e era isso que eu queria abordar.”

## Vida pessoal
Williams mora no Brooklyn, Nova Iorque. Foi diagnosticado com o vírus da imunodeficiência humana em janeiro de 2020.

## Publicações

### Livros
- Contact High. Londres: Mack, 2022. ISBN 978-1-913620-62-2. Com texto de Tiona Nekkia McClodden.[3]

### Revistas
- Only In America. Nova Iorque: Dashwood, 2020. Edição de 500 exemplares.

## Exposições individuais
- Only In America, Higher Pictures Generation, Nova Iorque, 2017[8]
- Papa Don't Preach, Higher Pictures Generation, Nova Iorque, 2020[6][9]